# 牛耳河站
牛耳河站是位于内蒙古自治区根河市牛耳河镇的一个铁路车站，邮政编码22361。车站建于1966年，有牙林铁路经过该站，现办理客货运业务。车站距离牙克石375公里，隶属哈尔滨铁路局，是四等站。